# Протосси

Зовнішній вигляд представника раси.

Протосси (англ. Protoss) — вигадана раса гуманоїдів у всесвіті StarCraft. Протосси зображаються як фізично сильні істоти з давньою розвиненою культурою, що володіють телепатією і телекінезом. Протосси — найбільш розвинена технічно раса StarCraft з-поміж існуючих. На них фокусуються дві кампанії у оригінальному StarCraft, її продовженні Brood War, StarCraft II: Legacy of the Void і новелізації.
Ця раса описується як така, що шанує традиції предків і честь та в бою віддає перевагу якості аніж кількості. Суспільство складаються з двох основних соціальних груп, які ворогують між собою на ідейному ґрунті: консервативних Кхалаїв та відколотих від них Темних тамплієрів. У всесвіті StarCraft, відеоіграх та супутній продукції, протосси постійно ворогують із комахоподібними зергами. Впродовж розвитку серії, протосси втратили свою батьківщину Айюр і поступово об'єднуються для її відвоювання у зергів.

## Місце у всесвіті Starcraft
Протоси є найдавнішою расою сектору Копрулу галактики Чумацький Шлях. Це високорозвинена технічно раса гуманоїдів, практично всі представники якої володіють псіонічними можливостями. Протосси володіють технологіями викривлення простору, завдяки яким вміють телепортувати війська і споруди. Всі їхні бойові одиниці і будівлі оснащені енергетичними щитами. Культура протоссів давня і багата, протосси шанують спадок предків, а самі є гордовитими і консервативними.
Зовнішність протоссів дещо різниться залежно від племені, від якого ведуть родовід, особливо кольором шкіри. З віком шкіра грубішає, формуючи в чоловіків подібні на луску вирости, які протосси можуть оформлювати подібно до борід. Зріст складає 2-3 метри, кінцівки чотирипалі, а на видовженій голові містяться схожі на волосся відростки, що забезпечують телепатичне спілкування. Очі протоссів світяться, зазвичай синім кольором. Чоловіки мають видовжені підборіддя. Протосси не споживають їжу, відповідно не мають рота, натомість отримують енергію від світла. Тривалість життя набагато перевершує людську, досягаючи понад тисячі років.
Мова протоссів називається кхалані (англ. Khalani) і є телепатичним спілкуванням, яке інші раси можуть частково сприймати як звуки. Письмово кхалані відображається як гліфи.

## Історія

### Передісторія
За загальноприйнятою версією протосси в «нинішньому» вигляді були створені прадавньою расою зел'наґа (англ. Xel'Naga). Ця раса заселяла численні планети різними істотами і шукала досконалості в двох напрямках — форми і сутності, щоб зрештою створити нових зел'наґа і продовжити космічні цикли розвитку життя. Після тривалих експериментів зел'наґа розпочали створення досконалої мислячої раси на покритій джунглями планеті Айюр (англ. Aiur). Тамтешні мисливські племена протоссів, які володіли телепатією, зел'наґа стали таємно спрямовувати в культурному розвитку. Як згадується в грі StarCraft II: Legacy of the Void, імовірно, протоссів скеровував палий зел'наґа Амон і його прибічники, оскільки втручання в справи менш розвинених рас не відповідало принципам зел'наґа.
Згодом зел'наґа відкрили своє існування та шанувалися протоссами як боги. За кілька тисячоліть протосси розвинули науку й технології, але загордилися і окремі племена стали претендувати на панування всім Айюром і Всесвітом. Взаємопорозуміння, дане телепатією, поступово замінювалося особистим егоїзмом, через що зел'наґа розчарувалися в своєму творінні, а протосси відкрито виступили проти них. Врешті ця раса покинула Айюр, а племена протоссів погрузли в міжусобних війнах, що почало тривалу Епоху Розбрату.
Під час війн містик на ім'я Кхас (англ. Khas) вивчив реліквії зел'наґа і зумів використати їх для відновлення телепатичного зв'язку. Він і його послідовники створили учення Кхала, метою якого було відновити порозуміння між племенами і спрямувати їх зусилля на спільні справи. Учення швидко поширилося та стало основою єдиного суспільства, поділеного на касти, відповідно до занять. Телепатичний зв'язок отримав таку ж назву — Кхала. Протосси відновили багато втрачених знань і технологій та стали колонізувати інші планети. За законами Кхали протосси взяли на себе обов'язок захищати всі молодші раси, які зустрінуть, але не втручатися в їхній розвиток, подібно як це колись робили зел'наґа.
Тим часом продовжували існувати спільноти протоссів, які ставили індивідуальність понад спільною справою. Правителі, Конклав протоссів, постановив касті воїнів винищити їх як єретиків, однак відповідальний за це Адун відмовився вбивати племена, вірячи, що їх можна переконати в істинності вчення Кхали. Адун навчив їх псіоніці, але племена не зуміли нею скористатися правильно, спричинивши психічні шторми на Айюрі, видавши цим своє існування для всіх. Конклавом було наказано вигнати ці племена аби про початковий наказ ніхто не дізнався, але ідея про індивідуальність поширилася серед протоссів. Каста воїнів розкололася, породивши Темних тамплієрів, котрі хірургічно позбавили себе телепатичних здібностей і втекли на планету Шакурас. Адуна ж вони стали шанувати як пророка і рятівника, а прості протосси — як великодушного героя, який дозволив відступникам жити як ті вважають за правильне.

### Події ігор

#### StarCraft
В цей час протосси спостерігали за терранами (людьми), котрі розселялися сектором Копрулу, постійно ворогуючи між собою. Вищий тамплієр Тассадар, розвідуючи території терранів, виявив невідомі органічні утворення, що прямували до населених людьми планет. Дослідження показало, що це істоти, зерги, створені зел'наґа, як і протосси, але їхньою метою є знищення людства. Зерги стали ширитися планетами, що спонукало Конклав почати кампанію зі знищення зергів скрізь, де вони тільки будуть виявлені. Однак Тассадар під час операції на планеті Мар-Сара, бачачи, що разом із зергами загинуть і террани, відкликав кораблі. Цим він врятував людей, але дав зергам розповсюдитися.
За це Тассадара було оголошено зрадником і він втік до Темних тамплієрів. Серед них Тассадар познайомився із Зератулом, котрий навчив його поєднувати сили Кхали й Порожнечі. Це дало можливість протидіяти зергам, в ході боротьби протосси вступили в прямий контакт з терранами і об'єднали свої зусилля. Однак Надрозум зергів, істота, яка ними правила, зміг прорватися на Айюр. Тассадар, використовуючи свої сили, знищив Надрозум, але і сам загинув. Айюр доти був настільки спустошений, що протосси покинули планету.
Нова правителька зергів, змінена Надрозумом людина Сара Керріган, уклала з протоссами і терранами мир через прибуття у сектор Копрулу землян. Проте це виявилося пасткою з метою винищити непідконтрольних зергів і заразом підірвати сили людей з протоссами.Тільки-но загроза з боку землян ослабла, Сара при допомозі Темних тамплієрів вбила новий Надрозум, шантажуючи їх через викрадення матріарха Темних тамплієрів. Також Сара ліквідувала лідера протоссів Фенікса і террана Едмунда Дюка. Після цього вона добила залишки земних військ та зникла. Разом з тим було виявлено створення в таємних лабораторіях терранів під керівництво Саміра Дюрана гібридів протоссів із зергами з невідомою метою.

#### StarCraft II

Зображення технологій протоссів (військова база) у грі
StarCraft II: Legacy of the Void

За кілька років протосси задумали повернути Айюр, але цьому заважало настале роздроблення цивілізації. В цей час Зератул з іншими Темними тамплієрами досліджував храми зел'наґа, із записів у яких довідався про пророцтво зел'наґа. Згідно нього, зниклі зел'наґа скоро повернуться. Шукаючи частини пророцтва, Зератул розкрив  — секта протоссів тал'даріми створює гібридів, як і Самір Дюран. Також він з'ясував, що Надрозум було поневолено якоюсь злою силою, тому він і створив Сару Керріган у спробі протистояти їй. Подальші подорожі дали Зератулу підстави думати, що один із зел'наґа прагне знищити все живе в галактиці і саме він таємно створює армію гібридів для цього. Паралельно і Сара отримала докази діяльності загадкової сили — Амона, серед терранів, котра до того ж колись поневолила зергів, перетворивши їх на агресивних колоніальних чудовиськ.
Після подій StarCraft II та StarCraft II: Heart of the Swarm, де протосси в міру сил боролися з новою навалою зергів, Зератул знайшов підтвердження своїх думок. Він знайшов місце сплячки Амона, однак не зміг завадити його пробудженню. Після цього він звернувся до решти протоссів у надії, що перед обличчям спільного ворога ті знову об'єднаються. Тим часом молодий лідер протоссів Артаніс зібрав Золоту армаду, щоб відвоювати Айюр. Він не дослухався одразу до слів Зератула і почав війну з зергами, поки не відчув, що Кхалу контролює стороння сила. Цією силою виявився Амон, який швидко підкорив протоссів своїй волі, за винятком Темних тамплієрів, від'єднаних від Кхали, і секти тал'дарімів, котрих захищав особливий газ, який просочувався з рідного виміру зел'наґа. Однак той переконав тал'дарімів служити йому в обмін на силу. Зератул ціною свого життя звільнив Артаніса від влади Амона.
Артанісу вдалося розшукати давні технологій своєї раси, знайти союзників і протистояти слугами Амона. Золота армада добула артефакт зел'наґа, який вказав шлях до Улнару — місця сплячки зел'наґа в очікуванні приходу створених ними рас: протоссів і зергів. Однак в Улнарі розкрилося, що Амон сам є зел'наґа, який вбив всіх інших аби самому правити всесвітом як він забажає. Амон створив собі тіло на Айюрі, та Темні тамплієри подолали його своєю силою, хоч той і лишився безтілесно існувати в Кхалі. Тамплієри скористалися силою артефакту, щоб звільнити решту протоссів з-під його впливу. Коли план провалився, всі протосси позбавили себе телепатичних відростків, віднявши у Амона можливість перебувати в Кхалі. Амона було вигнано у вимір Порожнечі, звідки він і прийшов, після чого за сприяння зергів і терранів, знищено остаточно. Останній представник зел'наґа, Убос, віддав свою силу Сарі Керріган, щоб вона знищила лиходія, опанувала знаннями зел'наґа і продовжила цикли розвитку життя.
Під проводом Артаніса протосси об'єдналися та побудували нове суспільство, навчившись жити без Кхали і каст повністю самостійними, але враховуючи помилки минулого.

## Соціальний устрій
Соціальний устрій протоссів змальовується на фоні відеоігор та у супутній продукції. В давнину це був племінний устрій з войовничою культурою, допоки всепланетна громадянська війна не була закінчена вченим-містиком Кхасом, який відновив притаманний протоссам від природи телепатичний зв'язок. Його вчення під назвою Кхала веліло поділити суспільство на три касти: Суддів, що формували Конклав правителів; тамплієрів або ж храмівників — воїнську касту; та Кхалаїв, куди входили усі інші протосси. Всі протосси, якими контролює гравець впродовж відеоігор серії Starcraft це члени касти тамплієрів. Соціальна група протоссів-кхалаїв зображується як непохитно консервативна, допоки утримувала воєнну культуру та горді звичаї племінної системи.
Також у всесвіті Starcraft (зокрема художній новелізації оригінальної гри), є соціальна група протосів, яка зветься Темні тамплієри, котрі відринули ідеї Кхали, та не схотіли втрачати свою індивідуальність у телепатичному зв'язку. Темні тамплієри вважаються рештою протоссів єретиками, тому зрештою силоміць були вигнані з Айюру. Тамплієри хоча й були вигнані, але не тримали великого зла на своїх братів та сестер, тому вони теж намагалися захистити секрети Айюру взагалі та його місце розташування зокрема, але за звичних для них способів. Темні тамплієри ведуть кочове життя, єдиним постійним місцем їх поселення є планета Шакурас, задля вивчення розташованого там храму зел'наґа. Після подій першої частини оригінальної гри дві групи об'єднуються разом, але поступово їхні відносини знову гіршають через взаємну недовіру одних до одних. В ході подій  Legacy of the Void протосси об'єдналися в нове суспільство, де кожен індивід став самостійним.